# Yuniko Ayana
Yuniko Ayana (綾奈 ゆにこ Ayana Yuniko?) es una guionista de anime y autora de manga japonesa. Después de debutar en The Tower of Druaga, comenzó a trabajar como supervisora de guiones para varias series y franquicias de anime, entre ellas Kin-iro Mosaic, Shōjo-tachi wa Kōya wo Mezasu, Nanatsu no Taizai: Seisen no Shirushi, BanG Dream!, Given, D4DJ y Katsute Mahō Shōjo to Aku wa Tekitai Shiteita. También trabaja en el género yuri, incluida una colección de ensayos de 2014, Chīsai Yuri Mītsuketa, y el prefacio para la entrada a la convención Yuriten 2017.

## Trayectoria
En 2008, mientras todavía era estudiante universitaria, Yuniko Ayana obtuvo su primer crédito como guionista para la serie de 2008 The Tower of Druaga. Posteriormente se desempeñó como supervisora de guiones para Kin-iro Mosaic, Locodol y Orenchi no Furo Jijō. Fue contratada para ser la escritora de la composición de la serie Denpa Onna to Seishun Otoko por pedido del director Akiyuki Shinbo, quien sintió que la serie habría sido más interesante si la composición de la serie hubiera sido escrita desde la perspectiva de una mujer.
Ayana fue supervisora de guiones y, junto con Ayumi Sekine, coescritora de guiones para Makura no Danshi, así como creadora del concepto de la historia para Flip Flappers. En 2016, fue supervisora de guiones para Shōjo-tachi wa Kōya wo Mezasu y Nanatsu no Taizai: Seisen no Shirushi. Más tarde fue supervisora de guion de The Idolmaster SideM, por el que ella y Yukie Sugawara ganaron el premio al mejor guion de los Newtype Anime Awards de 2018.
Ayana fue la supervisora de guion de las tres temporadas del anime BanG Dream! (2017-2020) y de la película BanG Dream! Episode of Roselia (2021), así como la guionista de la película BanG Dream! Poppin'Dream! (2022). En 2023, fue la guionista y supervisora de guion del spin-off BanG Dream! It's MyGO!!!!!; recordó en una entrevista con Comic Natalie que este trabajo fue un desafío porque "nunca antes había escrito un guion de manera tan realista". También se desempeñó como supervisora de guion de D4DJ First Mix, otro anime de Bushiroad.
Ayana se desempeñó más tarde como supervisora de guiones de Given y Bikkuriman, así como guionista de la secuela cinematográfica de Given (2020). Se desempeña como co-supervisora de guiones (junto con Midori Gotō) de Nanare Hananare, así como supervisora de guiones y guionista de Katsute Mahō Shōjo to Aku wa Tekitai Shiteita.

## Trabajos

### Anime

#### Series de televisión
| Año     | Anime                                         | Estudio                  | Funciones                                 | Refs.  |
| ------- | --------------------------------------------- | ------------------------ | ----------------------------------------- | ------ |
| 2011    | Denpa Onna to Seishun Otoko                   | SHAFT                    | Composición de la serie                   | [ 10 ] |
| 2013-15 | Kin-iro Mosaic                                | Studio Gokumi            | Composición de la serie                   |        |
| 2014    | Locodol                                       | Feel                     | Composición de la serie                   | [ 11 ] |
| 2014    | Orenchi no Furo Jijō                          | Asahi Production         | Composición de la serie                   | [ 12 ] |
| 2015    | Makura no Danshi                              | Assez Finaud Fabric Feel | Composición de la serie                   | [ 13 ] |
| 2016    | Flip Flappers                                 | 3Hz                      | Composición de la serie                   | [ 14 ] |
| 2016    | Shōjo-tachi wa Kōya wo Mezasu                 | Project No.9             | Composición de la serie                   | [ 15 ] |
| 2016    | Nanatsu no Taizai: Seisen no Shirushi         | A-1 Pictures             | Composición de la serie                   | [ 16 ] |
| 2017    | BanG Dream!                                   | Issen XEBEC              | Composición de la serie                   | [ 3 ]  |
| 2017    | The Idolmaster SideM                          | A-1 Pictures             | Composición de la serie                   | [ 17 ] |
| 2018    | Lupin the 3rd Part 5                          | Telecom Animation Film   | Guionista                                 | [ 18 ] |
| 2019    | BanG Dream! 2nd Season                        | Sanzigen                 | Composición de la serie                   | [ 4 ]  |
| 2019    | Given                                         | Lerche                   | Composición de la serie                   | [ 8 ]  |
| 2020    | BanG Dream! 3rd Season                        | Sanzigen                 | Composición de la serie                   | [ 5 ]  |
| 2020    | D4DJ First Mix                                | Sanzigen                 | Composición de la serie                   | [ 19 ] |
| 2023    | BanG Dream! It's MyGO!!!!!                    | Sanzigen                 | Composición de la serie y guionista       | [ 20 ] |
| 2023    | Bikkuri-Men                                   | Shin-Ei Animation        | Composición de la serie                   | [ 9 ]  |
| 2024    | Katsute Mahō Shōjo to Aku wa Tekitai Shiteita | Bones                    | Composición de la serie                   | [ 21 ] |
| 2024    | Nanare Hananare                               | P.A. Works               | Composición de la serie (con Midori Gotō) | [ 22 ] |
| 2025    | BanG Dream! Ave Mujica                        | Sanzigen                 | Composición de la serie y guionista       | [ 23 ] |
| 2025    | Chanto Suenai Kyūketsuki-chan                 | Feel                     | Composición de la serie                   | [ 24 ] |

#### Películas
| Año  | Anime                                            | Estudio  | Funciones               | Refs.  |
| ---- | ------------------------------------------------ | -------- | ----------------------- | ------ |
| 2020 | Given                                            | Lerche   | Composición de la serie | [ 25 ] |
| 2021 | BanG Dream! Episode of Roselia (como supervisor) | Sanzigen | Composición de la serie | [ 6 ]  |